# Liste von Filmen mit Bezug zu Venedig
Die Liste von Filmen mit Bezug zu Venedig enthält Spielfilme, Dokumentarfilme und Fernsehserien mit deutlichem Bezug zu Venedig, also Filme, die in dieser Stadt spielen, die Venedig in einer bestimmten Epoche zeigen oder das politische, wirtschaftliche oder kulturelle Leben Venedigs zum Thema haben.
| Jahr | Titel                                                   | Regisseur                        | Anmerkung |
| ---- | ------------------------------------------------------- | -------------------------------- | --- |
| 1923 | Der Kaufmann von Venedig                                | Peter Paul Felner                | Stummfilm nach dem gleichnamigen Bühnenstücks von William Shakespeare Darsteller unter anderem Werner Krauß, Henny Porten |
| 1927 | Casanova                                                | Alexander Wolkoff                | Stummfilm mit Farbsequenzen von Venedig Darsteller unter anderem Iwan Mosjukin, Suzanne Bianchetti, Jenny Jugo, Diana Karenne |
| 1943 | Münchhausen                                             | Josef von Baky                   | UFA-Jubiläums-Farbfilm mit Venedig-Sequenz Darsteller unter anderem Hans Albers, Ilse Werner, Brigitte Horney |
| 1953 | Eine Nacht in Venedig                                   | Georg Wildhagen                  | Komödie rund um den venezianischen Karneval Darsteller unter anderem Hans Olden, Jeanette Schultze |
| 1955 | Traum meines Lebens                                     | David Lean                       | Alleinstehende Amerikanerin verliebt sich in Venedig in einen verheirateten Mann Darsteller unter anderem Katharine Hepburn, Rossano Brazzi |
| 1957 | Sissi – Schicksalsjahre einer Kaiserin                  | Ernst Marischka                  | Letzter Sissi-Film mit Schlusssequenz in Venedig Darsteller unter anderem Romy Schneider, Karlheinz Böhm |
| 1962 | Der Windhund von Venedig (Venezia, la luna e tu)        | Dino Risi                        | Filmkomödie um einen venezianischen Gondoliere |
| 1962 | Die Rote                                                | Helmut Käutner                   | Alfred-Andersch-Verfilmung mit Ruth Leuwerik |
| 1962 | Romanze in Venedig                                      | Eduard von Borsody               | Österreichischer Liebesfilm mit Venedig-Sequenz Darsteller unter anderem Walter Reyer, Ann Smyrner |
| 1963 | Der Henker von Venedig                                  | Luigi Capuano                    | Historischer Abenteuerfilm mit Lex Barker |
| 1963 | James Bond 007 – Liebesgrüße aus Moskau                 | Terence Young                    | Zweiter Bondfilm mit Sean Connery, das Finale des Filmes findet in Venedig statt, man sieht ein Hotel, das das berühmte Hotel Danieli sein könnte, die Salute-Kirche, die Seufzer-Brücke und zum Schluss den Markusplatz. Auch am Anfang des Filmes wird Venedig kurz gezeigt. Eine Schachpartie findet dort statt. |
| 1966 | Mitternacht – Canale Grande                             | Jerry Thorpe                     | Agentenfilm mit Venedig als Handlungshinterund Darsteller unter anderem Robert Vaughn |
| 1967 | Venedig sehen – und erben…                              | Joseph L. Mankiewicz             | Komödie um einen gelangweilten alten Herrn, der vorgibt zu sterben Darsteller unter anderem Rex Harrison |
| 1971 | Tod in Venedig                                          | Luchino Visconti                 | Verfilmung der gleichnamigen Novelle von Thomas Mann Darsteller unter anderem Dirk Bogarde |
| 1971 | Des Lebens Herrlichkeit (Anonimo Veneziano)             | Enrico Maria Salerno             | Filmdrama, in dem ein geschiedenes Ehepaar im Gespräch durch das winterliche Venedig wandert |
| 1972 | The Child – Die Stadt wird zum Alptraum                 | Aldo Lado                        | Thriller über einen Vater, der versucht, den Mord an seiner Tochter aufzuklären Darsteller unter anderem George Lazenby |
| 1973 | Wenn die Gondeln Trauer tragen                          | Nicolas Roeg                     | Der in Venedig spielende Horrorfilm basiert auf einer Erzählung von Daphne du Maurier Darsteller unter anderem Julie Christie, Donald Sutherland |
| 1976 | Casanova & Co.                                          | Franz Antel                      | Vollständig in Venedig spielende, erotische Filmkomödie über Casanova und seinen Doppelgänger Darsteller unter anderem Tony Curtis, Marisa Berenson, Marisa Mell |
| 1978 | Schwarzes Venedig (Nero veneziano)                      | Ugo Liberatore                   | Horrorfilm über einen blinden Makler in Venedig, der von Visionen gequält wird Darsteller unter anderem Renato Cestiè, Rena Niehaus |
| 1979 | James Bond 007 – Moonraker – Streng geheim              | Lewis Gilbert                    | Vierter Bond-Film mit Moore und einer längeren Venedig-Sequenz Darsteller unter anderem Roger Moore, Michael Lonsdale |
| 1980 | Der Puppenspieler                                       | Georges Lautner                  | Krimi-Komödie mit Jean-Paul Belmondo |
| 1988 | Nosferatu in Venedig (Nosferatu a Venezia)              | Mario Caiano                     | Vampirfilm Darsteller unter anderem Klaus Kinski, Christopher Plummer |
| 1989 | Paganini Horror – Der Blutgeiger von Venedig            | Luigi Cozzi                      | Horrorfilm Darsteller unter anderem Daria Nicolodi, Pascal Persiano |
| 1990 | Der Trost von Fremden                                   | Paul Schrader                    | Erotikdrama über ein Paar, das Urlaub in Venedig macht Darsteller unter anderem Christopher Walken, Natasha Richardson |
| 1996 | Alle sagen: I love you                                  | Woody Allen                      | Musical-Spielfilm über einen Schriftsteller, der u. a. in Venedig seine Traumfrau trifft Darsteller unter anderem Woody Allen, Julia Roberts |
| 1998 | Gefährliche Schönheit – Die Kurtisane von Venedig       | Marshall Herskovitz              | Historienfilm über eine Kurtisane in Venedig Darsteller unter anderem Catherine McCormack, Rufus Sewell |
| 2000 | Brot und Tulpen                                         | Silvio Soldini                   | Italienische Hausfrau „flieht“ nach Venedig, um ihrem alten Leben zu entkommen Darsteller unter anderem Licia Maglietta, Bruno Ganz |
| 2000 | Donna Leon – Vendetta                                   | Sigi Rothemund                   | Venedigkrimi von Donna Leon um Commisario Brunetti Darsteller unter anderem Joachim Król, Barbara Auer |
| 2000 | Donna Leon – Venezianische Scharade                     | Sigi Rothemund                   | Venedigkrimi von Donna Leon um Commisario Brunetti Darsteller unter anderem Joachim Król, Barbara Auer |
| 2000 | Venedig – als hätten wir geträumt                       | Wolfgang Ettlich                 | experimenteller Dokumentarfilm |
| 2002 | Donna Leon – In Sachen Signora Brunetti                 | Sigi Rothemund                   | Venedigkrimi von Donna Leon um Commisario Brunetti Darsteller unter anderem Joachim Król, Barbara Auer |
| 2002 | Donna Leon – Nobiltà                                    | Sigi Rothemund                   | Venedigkrimi von Donna Leon um Commisario Brunetti Darsteller unter anderem Joachim Król, Barbara Auer |
| 2003 | Donna Leon – Venezianisches Finale                      | Sigi Rothemund                   | Venedigkrimi von Donna Leon um Commisario Brunetti Darsteller unter anderem Uwe Kockisch, Michael Degen |
| 2003 | Donna Leon – Feine Freunde                              | Sigi Rothemund                   | Venedigkrimi von Donna Leon um Commisario Brunetti Darsteller unter anderem Uwe Kockisch, Michael Degen |
| 2003 | The Italian Job – Jagd auf Millionen                    | Felix Gary Gray                  | Kriminalthriller, der mit einem Goldraub und einer Verfolgungsjagd durch Venedig beginnt |
| 2004 | Donna Leon – Sanft entschlafen                          | Sigi Rothemund                   | Venedigkrimi von Donna Leon um Commisario Brunetti Darsteller unter anderem Uwe Kockisch, Michael Degen |
| 2004 | Donna Leon – Acqua Alta                                 | Sigi Rothemund                   | Venedigkrimi von Donna Leon um Commisario Brunetti Darsteller unter anderem Uwe Kockisch, Michael Degen |
| 2004 | Der Kaufmann von Venedig                                | Michael Radford                  | Verfilmung des gleichnamigen Bühnenstücks von William Shakespeare Darsteller unter anderem Al Pacino, Jeremy Irons |
| 2004 | Der Venedig Code                                        | Tim Disney                       | Thriller über Kunstfälschungen Darsteller unter anderem Rutger Hauer, Malcolm McDowell |
| 2004 | Verrat in Venedig                                       | Ademir Kenovic                   | Historisches Familiendrama um 2 Schwestern Darsteller unter anderem Katherine Borowitz, Tara Fitzgerald |
| 2005 | Casanova                                                | Lasse Hallström                  | Casanovas romantische Abenteuer in Venedig Darsteller unter anderem Heath Ledger, Sienna Miller |
| 2005 | Donna Leon – Beweise, dass es böse ist                  | Sigi Rothemund                   | Venedigkrimi von Donna Leon um Commisario Brunetti Darsteller unter anderem Uwe Kockisch, Michael Degen |
| 2005 | Donna Leon – Verschwiegene Kanäle                       | Sigi Rothemund                   | Venedigkrimi von Donna Leon um Commisario Brunetti Darsteller unter anderem Uwe Kockisch, Michael Degen |
| 2005 | Herr der Diebe                                          | Richard Claus                    | Film über 2 Waisenkinder, die sich in Venedig einer Kinderdiebesbande anschließen Darsteller unter anderem Rollo Weeks, Aaron Johnson |
| 2005 | Utta Danella – Eine Liebe in Venedig                    | Marco Serafini                   | Münchnerin erbt Palazzo in Venedig und verliebt sich dort Darsteller unter anderem Denise Zich, Gedeon Burkhard |
| 2006 | Donna Leon – Endstation Venedig                         | Sigi Rothemund                   | Venedigkrimi von Donna Leon um Commisario Brunetti Darsteller unter anderem Uwe Kockisch, Michael Degen |
| 2006 | Donna Leon – Das Gesetz der Lagune                      | Sigi Rothemund                   | Venedigkrimi von Donna Leon um Commisario Brunetti Darsteller unter anderem Uwe Kockisch, Michael Degen |
| 2006 | James Bond 007: Casino Royale                           | Martin Campbell                  | James-Bond-Film mit finalem Showdown in Venedig Darsteller unter anderem Daniel Craig, Mads Mikkelsen |
| 2008 | Donna Leon – Die dunkle Stunde der Serenissima          | Sigi Rothemund                   | Venedigkrimi von Donna Leon um Commisario Brunetti Darsteller unter anderem Uwe Kockisch, Michael Degen |
| 2008 | Donna Leon – Blutige Steine                             | Sigi Rothemund                   | Venedigkrimi von Donna Leon um Commisario Brunetti Darsteller unter anderem Uwe Kockisch, Michael Degen |
| 2008 | Mein Traum von Venedig                                  | Michael Kreindl                  | Fernsehkomödie mit Thekla Carola Wied |
| 2009 | Donna Leon – Wie durch ein dunkles Glas                 | Sigi Rothemund                   | Venedigkrimi von Donna Leon um Commisario Brunetti Darsteller unter anderem Uwe Kockisch, Michael Degen |
| 2009 | Für immer Venedig                                       | Michael Steinke                  | TV-Liebes- und Diebeskömodie Darsteller unter anderem Christian Wolff, Gaby Dohm |
| 2009 | Zehn Winter                                             | Valerio Mieli                    | Im winterlichen Venedig spielender Film über die Beziehung zweier Studenten im Laufe von zehn Jahren Darsteller unter anderem Isabella Ragonese |
| 2010 | 6 × Venedig                                             | Carlo Mazzacurati                | Dokumentarfilm über 5 „normale“ Bewohner der Venedigs |
| 2010 | Donna Leon – Lasset die Kinder zu mir kommen            | Sigi Rothemund                   | Venedigkrimi von Donna Leon um Commisario Brunetti Darsteller unter anderem Uwe Kockisch, Michael Degen |
| 2010 | The Tourist                                             | Florian Henckel von Donnersmarck | Thriller, der größtenteils in Venedig spielt Darsteller unter anderem Angelina Jolie, Johnny Depp |
| 2011 | Donna Leon – Das Mädchen seiner Träume                  | Sigi Rothemund                   | Venedigkrimi von Donna Leon um Commisario Brunetti Darsteller unter anderem Uwe Kockisch, Michael Degen |
| 2012 | Donna Leon – Schöner Schein                             | Sigi Rothemund                   | Venedigkrimi von Donna Leon um Commisario Brunetti Darsteller unter anderem Uwe Kockisch, Michael Degen |
| 2012 | Das Venedig Prinzip                                     | Andreas Pilcher                  | Dokumentarfilm über den Massentourismus in Venedig |
| 2013 | Donna Leon – Auf Treu und Glauben                       | Sigi Rothemund                   | Venedigkrimi von Donna Leon um Commisario Brunetti Darsteller unter anderem Uwe Kockisch, Michael Degen |
| 2014 | Donna Leon – Reiches Erbe                               | Sigi Rothemund                   | Venedigkrimi von Donna Leon um Commisario Brunetti Darsteller unter anderem Uwe Kockisch, Michael Degen |
| 2014 | Honig im Kopf                                           | Til Schweiger                    | Drama um einen Demenzkranken, der vor seinem Tod noch einmal nach Venedig reist Darsteller unter anderem Dieter Hallervorden, Emma Schweiger |
| 2014 | Wildes Venedig – Das geheime Doppelleben einer Legende  | Klaus Steindl                    | Natur-Dokumentarfilm |
| 2015 | Donna Leon – Tierische Profite                          | Sigi Rothemund                   | Venedigkrimi von Donna Leon um Commisario Brunetti Darsteller unter anderem Uwe Kockisch, Michael Degen |
| 2015 | Peggy Guggenheim – Ein Leben für die Kunst              | Lisa Immordino Vreeland          | Dokumentarfilm über die Kunstsammlerin Peggy Guggenheim |
| 2016 | Donna Leon – Das goldene Ei                             |                                  | |
| 2017 | Donna Leon – Tod zwischen den Zeilen                    |                                  | |
| 2018 | Donna Leon – Endlich mein                               |                                  | |
| 2019 | Der Sommer mit Pauline (Venise n’est past en Italie)    | Ivan Calbérac                    | Filmkomödie um eine Reise von Frankreich nach Venedig |
| 2019 | Donna Leon – Ewige Jugend                               |                                  | |
| 2019 | Donna Leon – Stille Wasser                              |                                  | |
| 2021 | Moleküle der Erinnerung – Venedig, wie es niemand kennt | Andrea Segre                     | Dokumentarfilm über Tourismus, Hochwasser und die Corona-Pandemie 2020 |
| 2023 | A Haunting in Venice                                    | Kenneth Branagh                  | Mysterythriller von Kenneth Branagh, der auf dem Kriminalroman Die Schneewittchen-Party von Agatha Christie basiert. Darsteller unter anderem Kenneth Branagh, Tina Fey. |